# Herfstbok

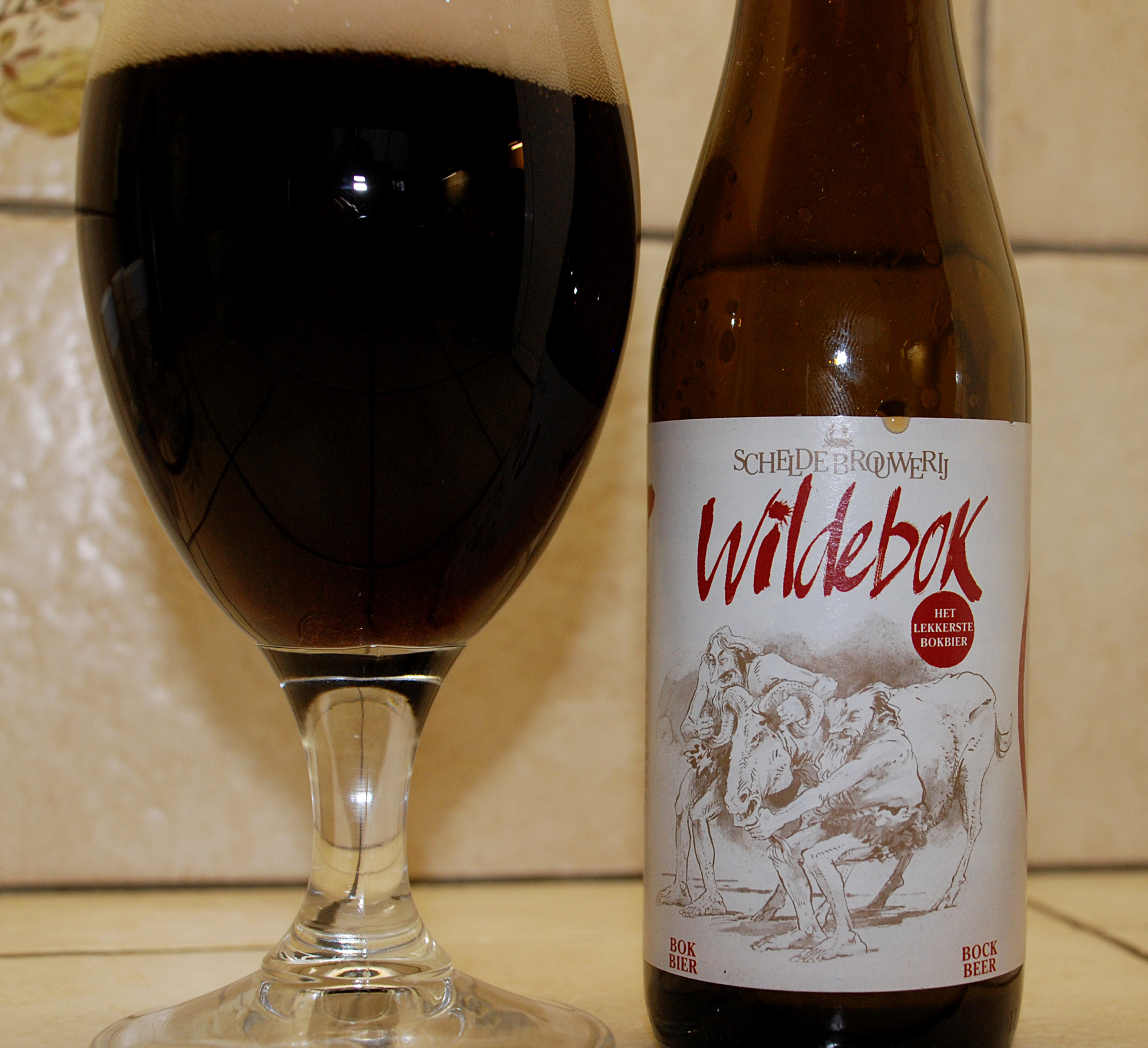
De herfstbok van de Scheldebrouwerij

De herfstbok of herfstbock is een Nederlandse bierstijl. Zoals de naam al zegt gaat het om een seizoensbier dat in het najaar op de markt komt. De stijl heeft zijn oorsprong in Duitsland, maar heeft zich in Nederland op een eigen manier ontwikkeld. Toch worden niet alle herfstbokken in Nederland gebrouwen: ook in België brouwen enkele brouwers een bok, zij het speciaal voor de Nederlandse markt.

## Geschiedenis
De stijl is ontstaan in Duitsland, maar kreeg mogelijk al vroeg navolging in Nederland. In 1867 beschrijft Jacob van Lennep gevelstenen en uithangborden met een bok als onderwerp en legt daarbij al het verband met het bokbier. Net als in Duitsland zal dit bier ook in Nederland een seizoensbier zijn geweest, dat met de eerste mout van de oogst werd vervaardigd en derhalve in de herfst gedronken kon worden.
De grote populariteit van de drank als herfstbier bij uitstek is van recentere datum. Vanaf de jaren 80 neemt de belangstelling voor bokbier toe en vanaf de jaren 90 nemen steeds meer brouwerijen een herfstbok in productie. In deze periode ontstaat ook de lentebok, een voorjaarsbier met een heel andere receptuur (lentebok is meestal blond, herfstbok donker). De oude stijl bokbier is sindsdien in twee hoofdstijlen uiteengevallen, lentebok en herfstbok.

## Verscheidenheid
Het oorspronkelijke bokbier, zoals dat in Duitsland nog bestaat, is een ondergistend donker bier met een bitterzoete, moutige smaak. De oudere Nederlandse bokbieren komen dicht bij het origineel, maar de moderne bokbieren staan los van het Duitse voorbeeld. In navolging van Hertog Jan, die al in 1982 met een bovengistend bokbier kwam, zijn meer en meer brouwers een bovengistende herfstbok gaan maken die neigt naar een dubbel. In de 21e eeuw kwam er ook steeds meer ruimte voor experiment en werden er bokbieren met rookmout en kruiden op de markt gebracht. Tegenwoordig is het bokbierseizoen voor kleine brouwers een ideale gelegenheid om zich aan het grote publiek te presenteren en dat doen ze door eigenzinnige, opvallende bieren te brouwen. 
Ondanks de pluriformiteit blijven een aantal kenmerken overeind: een herfstbok is donker van kleur en heeft een relatief hoog stamwortgehalte. De meeste brouwers zoeken naar een balans tussen bitter en zoet. Uitzonderingen daargelaten hebben de meeste herfstbokken een laag alcoholpercentage tussen de 5 en de 7 procent. Het bier wordt geserveerd in een tulpglas.

## Tradities
Lange tijd verscheen de herfstbok uitsluitend op fles, maar sinds de jaren 90 zijn getapte versies in opkomst. Biercafés in Nederland bieden meestal een grote verscheidenheid herfstbokken van het vat aan. Bijzonder in trek zijn de festivals waarbij men verschillende soorten herfstbok in proefglaasjes kan degusteren. Veel cafés organiseren kleinschalige festivals. Het landelijke PINT Bokbierfestival in Amsterdam is het grootste bierfestival van Nederland.